# Münchhof (Lohmar)
Münchhof ist ein Stadtteil von Lohmar im Rhein-Sieg-Kreis in Nordrhein-Westfalen.

## Geographie
Münchhof liegt mittig im Norden Lohmars. Umliegende Ortschaften und Weiler sind Schönenberg und Katharinenbach im Norden, Klefhaus, Hohn, Kattwinkel und Höffen im Nordosten, Mailahn im Osten, Weeg und Hausdorp im Südosten, Mackenbach, Grube Pilot und Dorpmühle im Süden, Kirchbach im Südwesten, Wahlscheid im Westen und Emmersbach im Nordwesten.
Der Emmersbach, ein orographisch linker Nebenfluss des Hohner Bachs, entspringt nordwestlich von Münchhof. Östlich von Münchhof entspringt der Kellerbach, ein linker Quellfluss des Hohner Bachs. Südlich von Münchhof fließt der Kirchbach entlang, ein linker Nebenfluss der Agger.

## Geschichte
Im Jahre 1166 schenkte die Gräfin Hildegund von Meer dem von ihr gegründeten Frauenkloster Meer, heute Meerbusch mit anderen Besitzungen einen Fronhof mit der Kirche in Wahlscheid (walescheith). Das Kloster und seine Besitzungen waren dem Propst des Klosters Steinfeld unterstellt. Zum Hof gehörten etwa 30 abhängige Höfe in den nahe gelegenen Orten. Ihre Inhaber erschienen zum Hofgericht, das von Steinfelder Mönchen geleitet wurde. Um den Fronhof entwickelte sich eine kleine Siedlung, die Mönchhof genannt wurde. Der Hof wurde von Halfen bewirtschaftet, die in der Zeit der Reformation, als sich die Mehrzahl der Einwohner des Pfarrbezirks Wahlscheid zur Lehre Martin Luthers bekannten und die Pfarrstelle an einen Pfarrer der Augsburger Konfession fiel, katholisch blieben.
Seit 1643 hatte das Kloster Dünnwald, ein Steinfelder Priorat, die Aufsicht über den Mönchhof. 1718 erwarb Freiherr von Bronkhorst in einem Gütertausch den Münchhof, den seine Witwe 1731 an Bürgerliche verkaufte. Das Hofgericht, das von den Besitzern des Hofes geleitet wurde, fand bis zur Aufhebung der bisherigen Gerichte unter Napoléon statt.
Nach der Neuordnung der Verwaltung im Jahre 1808 wurde Wahlscheid eine Munizipalität, in preußischer Zeit eine Bürgermeisterei. Das Bürgermeisteramt war im Wohnhaus des Bürgermeisters und früheren Maires in Münchhof. Einer seiner Nachkommen errichtete ein heute unter Denkmalschutz stehendes neues Wohnhaus, das bis 1924 Bürgermeisteramt der Bürgermeisterei Wahlscheid blieb.
Bis zum 1. August 1969 gehörte der Ort zu der bis dahin eigenständigen Gemeinde Wahlscheid.

## Sehenswürdigkeiten
- Evangelische Sankt Bartholomäuskirche auf dem Berge (liegt unterhalb Münchhofs).
- Der Münchhof, von 1816 bis 1924 Verwaltungssitz der Bürgermeisterei Wahlscheid.[8] Das Backsteinhaus steht unter Denkmalschutz (Münchhof 9)[9]
- Mehrere Fachwerkgebäude, die ebenfalls unter Denkmalschutz stehen (Münchhof 14, 16, 20, 47)[9]

## Verkehr
Das Anruf-Sammeltaxi (AST) sorgt für die Anbindung an den ÖPNV. Münchhof gehört zum Tarifgebiet des Verkehrsverbund Rhein-Sieg (VRS).